# José Ramón Gallego
José Ramón Gallego Souto (Durango, 7 agosto 1959) è un ex calciatore spagnolo, di ruolo centrocampista.

## Carriera
Dopo essere cresciuto nel Durango, con cui debutta in prima squadra, nel 1979-80 passa al Athletic Bilbao, alternandosi tra prima squadra e squadra riserve: il suo debutto in Primera División spagnola è datato 30 marzo 1980, durante Espanyol-Athletic Club 0-0.
L'anno successivo viene mandato in prestito al Cordoba, in Segunda División B, per fare ritorno al team basco l'anno successivo, il 1982-83.
Con i rojiblancos diventa perno del centrocampo, disputandovi 10 stagioni consecutive, per un totale di 330 presenze (259 in campionato) e 18 reti, vincendo due scudetti, una coppa del Re ed una supercoppa di Spagna.
Conclude la carriera nel 1991-92 tra le file dell'Alaves.

## Palmarès

### Competizioni nazionali
- Campionato spagnolo: 2

Athletic Bilbao: 1982-1983, 1983-1984
- Coppa di Spagna: 1

Athletic Bilbao: 1984
- Supercoppa di Spagna: 1

Athletic Bilbao: 1985